# Славки
Сла́вки (лат. Sylvia) — род птиц из семейства славковых (Sylviidae). Относятся к подотряду певчих воробьиных. Славки живут в лесах и густых кустарниках, однако некоторые виды приживаются и в садах. Их пение часто громкое и специфическое и по нему их можно легко отличить от других птиц. Славки окрашены в серо-коричневый цвет и умеют ловко передвигаться в густых зарослях.

## Виды
В состав рода включают 7 видов:
- Sylvia atricapilla — Черноголовая славка
- Sylvia atriceps
- Sylvia abyssinica
- Sylvia borin — Садовая славка
- Sylvia dohrni
- Sylvia galinieri
- Sylvia nigricapillus